# Solone, Teceu
Solone (în ucraineană Солоне) este un sat în comuna Hanîci din raionul Teceu, regiunea Transcarpatia, Ucraina.

## Demografie
Componența lingvistică a localității Solone
     Ucraineană (98,31%)
     Rusă (1,07%)
     Alte limbi (0,54%)
Conform recensământului din 2001, majoritatea populației localității Solone era vorbitoare de ucraineană (98,31%), existând în minoritate și vorbitori de rusă (1,07%).